# Torquella longisetosa
Torquella longisetosa is een naaldkreeftjessoort uit de familie van de Typhlotanaidae. De wetenschappelijke naam van de soort is voor het eerst geldig gepubliceerd in 1990 door Kudinova-Pasternak.